# Raoul Laparra

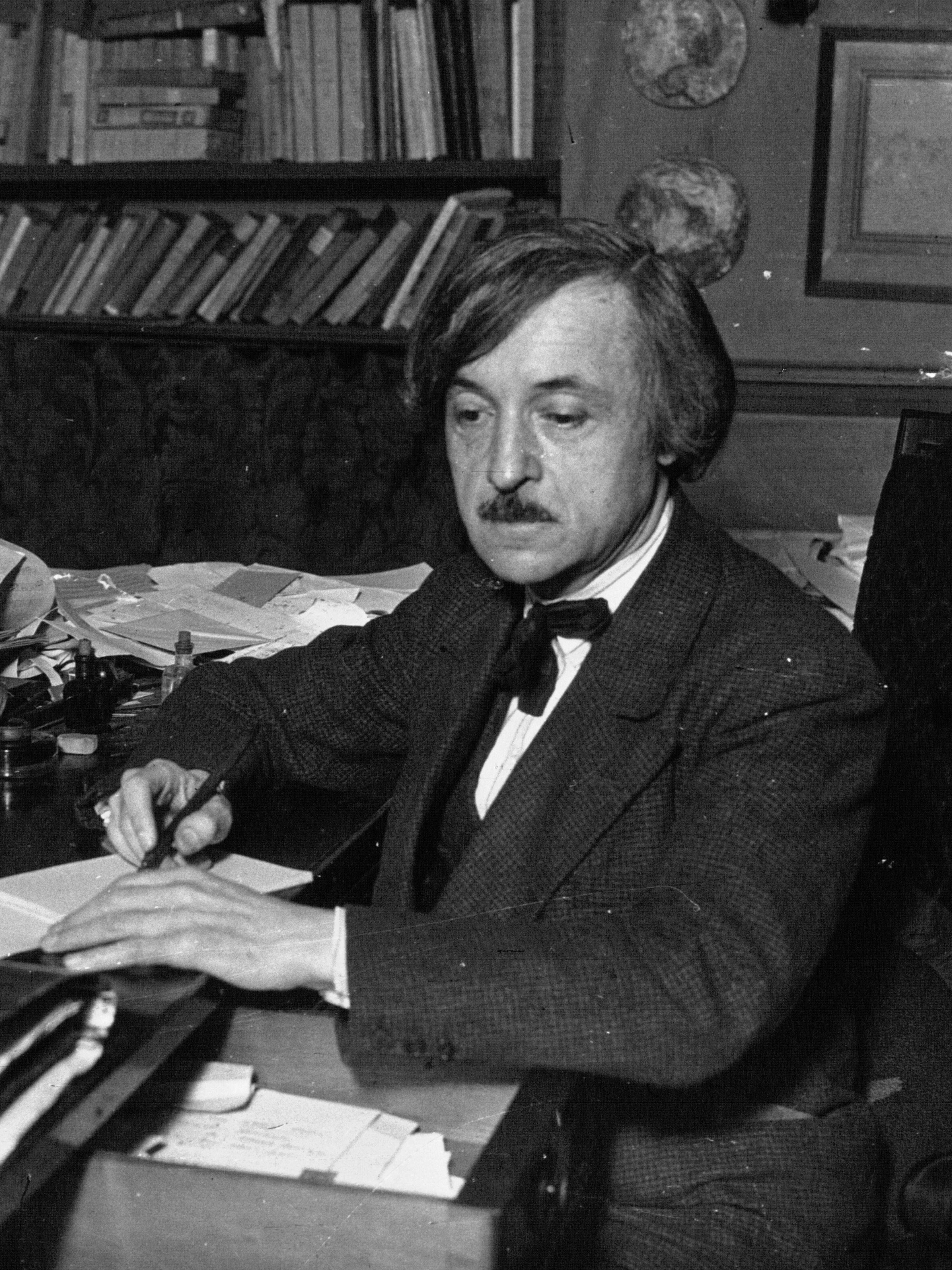
Raoul Laparra en 1931

Raoul Laparra (Burdeos, 13 de mayo de 1876 -  Boulogne-Billancourt ? 4 de abril de 1943) fue un compositor francés.

## Biografía
Era hijo de un comerciante, Joseph Édouard Laparra, natural de Omps (Cantal), y de Marguerite Mollo. Dio su primer concierto a los 9 años. Ingresó en el Conservatorio de Música y Declamación de París y fue alumno de Albert Lavignac, André Gedalge y Jules Massenet. Por la cantata Ulises ganó el Gran Premio de Roma en 1903 . Escribió un Quatuor d'archets, una Sonata en la menor para violín y piano, Canciones sobre temas populares españoles, una suite de 72 melodías en 6 volúmenes titulada Le Missel Chantant, Suite de melodías sobre  antigua poesía francesa antigua, y otras suites como Domingo vasco (1907), y En marge de Don Quichotte (Al margen de Don Quijote).
A partir de 1899, presentó en Burdeos su ópera Peau d'âne, y después, en la Opéra-comique el 26 de febrero de 1908, La Habanera,  drama lírico en tres actos, que le proporcionaron notoriedad. Completó la primera parte de su tríptico con La Jota ( 26 de abril de 1911 ) y La Malagueña .
Le Joueur de Viole se estrenaró en la Opéra-comique el 24 de diciembre de 1925. L´Illustre Fregona (La ilustre fregona), presentada en un escenario giratorio en la Opéra el 16 de febrero de 1931, hizo de la representación de la escena final de la persecución un acontecimieto de  alegría inolvidable. Basada en la obra de Miguel de Cervantes del mismo nombre, utiliza la estructura del género español de la zarzuela, pero acomodada a los gustos franceses. Laparra preparaba de forma completa sus creaciones: escribía la música, el libreto, definía los decorados, la escenografía y el vestuario,  como diferentes medios que se complementaban con miras al mismo objetivo.
Su obra tiene una gran inspiración en el folclore y arte español en muchas de sus facetas: consta, entre su epistolario,  una carta de admiración hacia Joaquín Sorolla. Se le considera uno de los maestros del hispanismo francés, sin que su obra quede, sin embargo, limitada a esta especialidad.
Era hermano del pintor William Laparra. Falleció en un bombardeo, un domingo, cuando estaba en una clínica donde recibía tratamiento. Está enterrado en Chézy-sur-Marne.

## Obras (selección)
- 1902 : Lieds de notre amour. Canciones en inglés (traducidas por Marie Shanafelt) (Société Nouvelle d'Editions Musicales)
- 1903 : Alyssa, leyenda irlandesa . Orquesta y solista, con letra de Margueritte Coiffier y Eugène Adenis (Enoch & Cie). Primer Gran Premio de Roma.
- 1907 : Lettre à une espagnole. Canción para voz y piano (Enoch & Cie)
- 1907 : La habanera. Drama lírico en 3 actos (Enoch & Cie)
- 1908 : Jamais.  Canción para voz y piano extraída de la fantasía para piano de Schubert, sobre versos de Alfred de Musset (Lafitte)
- 1909 : Un grand sommeil noir. Canción sobre versos de Paul Verlaine (Lafitte)
- 1909 : Nuages (Lafitte)
- 1911 : Valse lente, para piano solo (Lafitte)
- 1911 : 1ª sonata para violín y piano (Hamelle)
- 1911 : La jota, Cuento lírico en 2 actos (Enoch & Cie)
- 1913 : Rythmes espagnols, para piano solo (Enoch & Cie)
- 1920 : 16 Canciones sobre temas populares españoles (Heugel)
- 1921 :  Suite ancienne En marge de Don Quichotte,  arreglo para violín, viola y piano (Heugel)
- 1924 : La beauté , canción para voz y piano (Manuscrito)
- 1924 : Dieu qu'il l fait bon regarder !sobre versos de Charles d'Orléans (extracto de  Missel chantant ) (Heugel)
- 1924 : Le missel chantant (Heugel)
- 1925 : Le joueur de viole, Cuento lírico en 4 actos (Heugel)
- 1926 : Diez canciones sobre poemas de Charles Baudelaire y Jean de La Fontaine (Choudens)
- 1927 : Suite para piano (Heugel)